# M-Krezol
m-Krezol (3-metilfenol) je fenol sa formulom .
On se može koristiti kao rastvarač za polimere, npr. provodni polimer polianilin. Kad se polianilin nanese iz rastvora m-krezola ili kad se polianilinski film izloži pari m-krezola, provodljivost je veća nego kad se polianilinski film pripremi bez m-krezola, usled fenomena poznatog kao sekondarni doping.
On je izomer -krezola, o-krezola i anizola.
Antiseptik amilmetakrezol je analog m-krezola.

## Prirodna zastupljenost
m-Krezol je jedna od komponenti prisutnih u sekreciji žlezda na slepočnicama afričkih slonova (Loxodonta africana'') tokom sezone parenja .